# Альтернативна біохімія

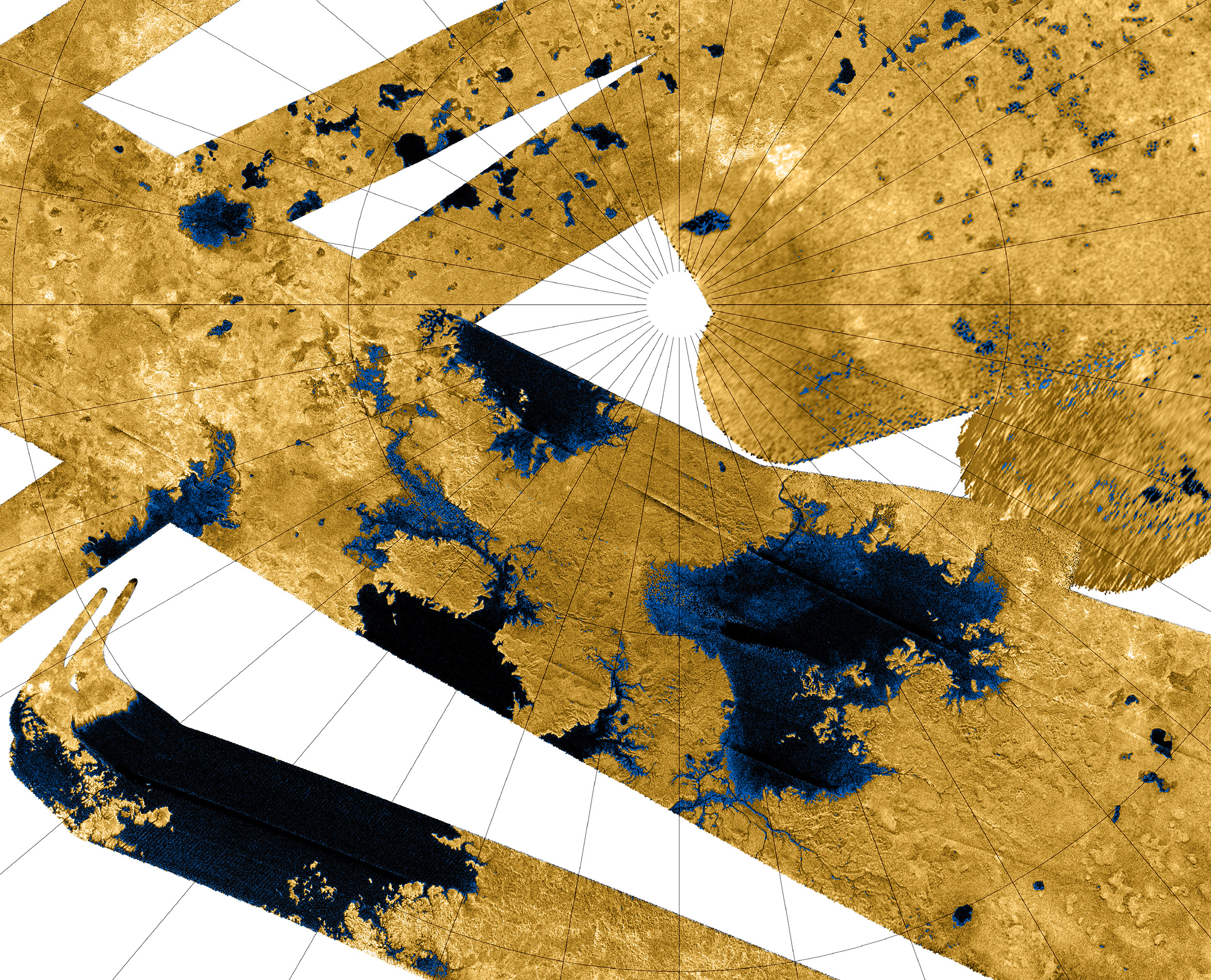
Помилково-кольорова мозаїка радара Кассіні північного полярного регіону Титана; блакитні зони — озера рідких вуглеводнів. «Існування озер рідких вуглеводнів на Титані відкриває можливість для розчинників і джерел енергії, які є альтернативою тим, що є в нашій біосфері, і які можуть підтримувати нові форми життя, зовсім відмінні від тих, що існують на Землі». —Дорожня карта NASA Astrobiology 2008

Альтернативна біохімія вивчає можливість існування форм життя, яким властиві біохімічні процеси, що повністю відрізняються від виниклих на Землі. Обговорювані відмінності включають заміну вуглецю в молекулах органічних речовин на інші атоми, або води як розчинника на інші рідини. Подібні явища нерідко описуються у фантастичній літературі.

## Заміна карбону
Вчені чимало висловлювалися на тему можливості побудови органічних молекул за допомогою інших атомів, але ніхто не запропонував теорію, що описує можливість відтворення всього різноманіття сполук, необхідних для існування життя.

### Кремній та кисень
Серед найбільш імовірних претендентів на роль структуроутворювального атома в альтернативній біохімії називають кремній. Він знаходиться в тій же групі періодичної системи, що й вуглець, їх властивості багато в чому схожі. Проте, атоми кремнію мають велику масу й радіус, вони складніше утворюють подвійний або потрійний ковалентний зв'язок, що може перешкодити утворенню біополімерів. Сполуки кремнію не можуть бути настільки різноманітні, як сполуки вуглецю.
Силани — сполуки кремнію й водню, що є аналогом алканів (сполук вуглецю та водню), менш стійкі, ніж вуглеводні. У той же час, силікони — полімери, що включають ланцюжки атомів кремнію й кисню, більш жароміцні. На цій підставі передбачається, що кремнієве життя може існувати на планетах з середньою температурою, що значно перевищує земну. У цьому випадку, роль універсального розчинника має грати не вода, а сполука зі значно вищою температурою кипіння.
Так, наприклад, передбачається, що сполуки кремнію будуть стабільнішими за вуглецеві молекули в середовищі сірчаної кислоти, тобто в умовах, які можуть існувати на інших планетах. В цілому ж, складні молекули з кремнієво-кисневим ланцюгом менш стійкі в порівнянні з вуглецевими аналогами.
При всій різноманітності молекул, які були виявлені в міжзоряному середовищі, 84 засновані на вуглеці й лише 8 — на кремнії. Щобільше, з цих 8 сполук 4 включають вуглець. (Це побічно вказує на невелику можливість проміжного — кремній-вуглецевого — варіанту біохімії). Приблизне співвідношення космічного вуглецю до кремнію: 10 до 1. Це дає підставу припускати, що складні вуглецеві сполуки більш поширені у Всесвіті, зменшуючи шанс формування життя на основі кремнію, принаймні в тих умовах, що можна очікувати на поверхнях планет.
Слід зазначити, що сполуки кремнію (зокрема, діоксид кремнію) використовуються деякими організмами на Землі. З них свій панцир формують діатомові водорості, отримуючи кремній із води. Як структурний матеріал сполуки кремнію також використовуються радіолярією, деякими губками й рослинами, вони входять також до складу сполучної тканини людини.

### Азот і фосфор
Азот і фосфор вважають іншими претендентами на роль основи для біологічних молекул. Як і вуглець, фосфор може складати ланцюжки з атомів, які, в принципі, могли б утворювати складні макромолекули, якби він не був таким активним. Однак, у комплексі з азотом, можливе утворення більш складних ковалентних зв'язків, що робить можливим виникнення великої різноманітності молекул, включаючи кільцеві структури.

### Азот і бор
Атоми азоту й бору, що знаходяться в «зв'язці», певною мірою імітують зв'язок «вуглець-вуглець». Так, відомий боразол {\displaystyle ~\mathrm {B_{3}N_{3}H_{6}} }, який іноді називають «неорганічним бензолом» (правильніше його було б назвати «невуглецевим бензолом»). Все ж, на основі комбінації бору з азотом неможливо створити все те розмаїття хімічних реакцій і сполук, відомих у хімії вуглецю. Проте, принципову можливість такої заміни у вигляді якихось окремих фрагментів штучних (або інопланетних) біомолекул не можна повністю виключати.

## Заміна фосфору
У грудні 2010 року дослідник з НАСА Astrobiology Research Феліса Вольф-Симон (англ. Felisa Wolfe-Simon) повідомила про відкриття бактерії GFAJ-1 з роду Halomonadaceae, здатної за певних умов замінювати фосфор миш'яком.
Але результати дослідів інших експериментаторів спростовують теорію про включення миш'яку до складу ДНК.

## Заміна води

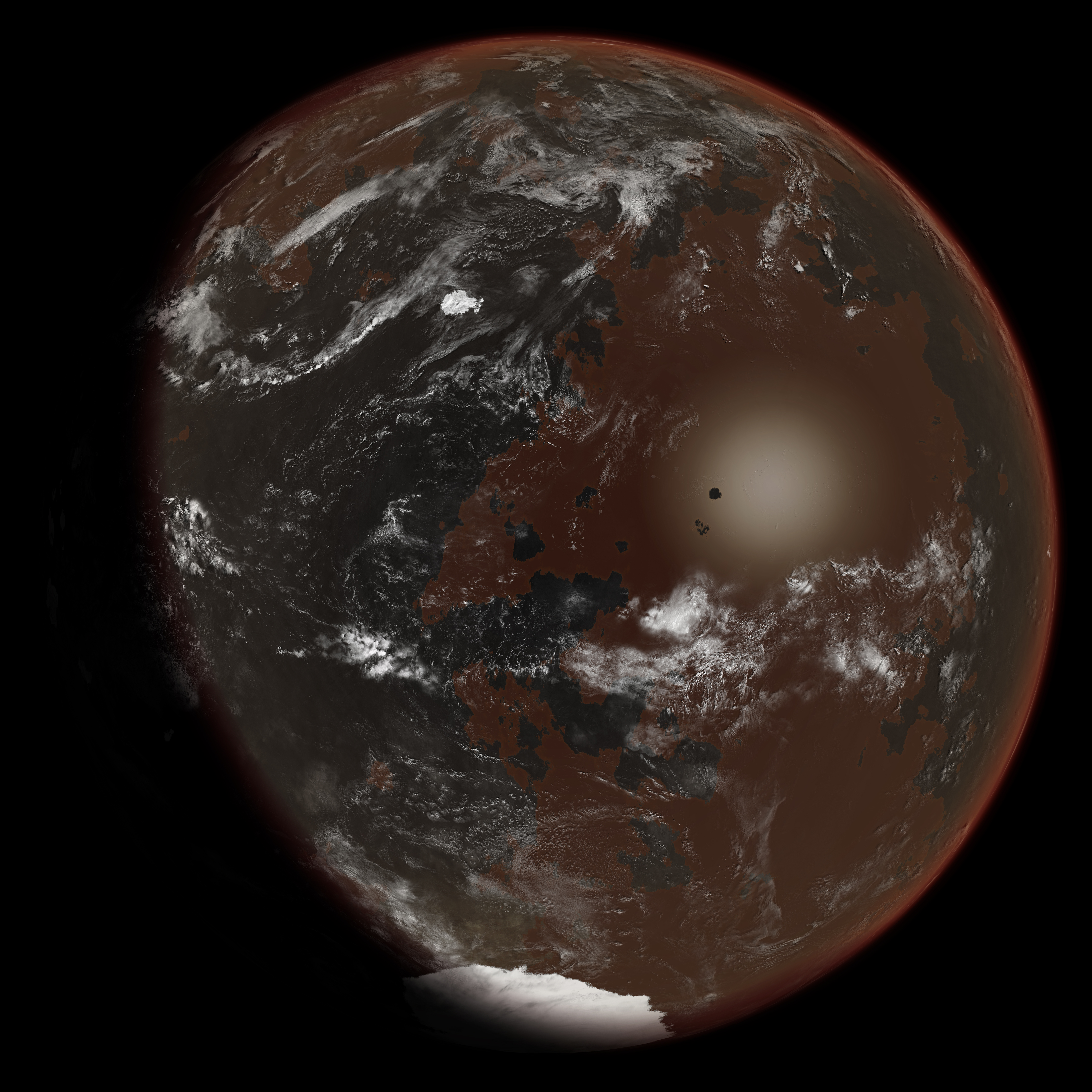
Авторське подання про планету, на якій аміак виконує функцію води

Однією з вимог для розчинника, здатного до підтримки альтернативного життя, є те, що ця речовина має залишатися рідкою у великому інтервалі температур. Вода є рідкою при тиску в 1 атм. в інтервалі від 0 °C до 100 °C, але існують інші розчинники, наприклад, сірчана кислота, які залишаються в рідкому стані до температури у 200 °C і більше.

### Аміак
Аміак часто розглядається як найбільш імовірний (після води) розчинник для виникнення життя на якійсь із планет. При тиску в 100 кПа він знаходиться в рідкому стані за температур від -78 до -33 °C. Рідкий аміак за рядом властивостей нагадує воду, але слід зауважити, що при замерзанні твердий аміак не спливає вгору, а тоне (на відміну від водного льоду).
Джеральд Файнберг і Роберт Шапіро взяли під сумнів, чи міг аміак утримувати молекули пребіотика досить добре, щоб дозволити появі самовідтворювальної системи[джерело?].

### Фтороводень
За рядом властивостей фтороводень нагадує воду. Так, він теж здатний до утворення водневих зв'язків. Проте, варто враховувати, що на 1 атом фтору в спостережуваному Всесвіті припадає 10000 атомів кисню, тому важко уявити на будь-якій планеті умови, які сприяли б утворенню океану, що складається з {\displaystyle ~\mathrm {HF} }, а не із {\displaystyle ~\mathrm {H_{2}O} }.

### Ціанистий водень
Синильна кислота HCN також здатна до утворення водневих зв'язків, але на відміну від HF, вона складається з широко розповсюджених у Всесвіті елементів. Щобільше, вважається, що ця сполука відігравала значну роль у хімії Землі — наприклад, в утворенні амінокислот, нуклеотидів та інших компонентів «первинного бульйону».

## Заміна кисню
Цікавою особливістю сірчаної кислоти є те, що ця речовина стає кислотою лише в присутності води. Але вода в процесі полімеризації молекул цукрів та амінокислот не виділятиметься, якщо в органічних молекулах на місці атомів кисню перебуватимуть атоми сірки. Такі «сірчані» організми мають існувати при значно вищій температурі й в океані з олеуму (безводної сірчаної кислоти). Такі умови існують на Венері. Оскільки молекулярний кисень, який би міг утворити озоновий шар, що захищає від ультрафіолету, не утворюється, то це створює складності для виходу життя на суходіл. Цим можна пояснити те, що життя на Венері досі не знайдено, хоча є непрямі свідчення — наявність в одних і тих же регіонах {\displaystyle ~\mathrm {H_{2}S} } і {\displaystyle ~\mathrm {SO_{2}} }, які не можуть існувати, якщо їх хтось чи щось постійно не виробляє. За останніми даними також було виявлено тонкий озоновий шар на Венері, який, за словами вчених, утворюється з вуглекислого газу у верхніх шарах атмосфери під впливом сонячного світла.
Теоретично можлива заміна кисню іншими халькогенами, але для існування життя на їх основі ці елементи зустрічаються дуже рідко.

## «Дзеркальний світ»
У живій природі Землі всі амінокислоти мають L-конфігурацію, а вуглеводи — D-конфігурацію, за винятком украй рідкісних випадків, наприклад, елементів оболонки збудника сибірки. Принципово можна уявити собі «дзеркальний світ», у якому живі організми мають ту ж біохімічну основу, як і на Землі, за винятком її повної дзеркальної симетричності: в такому світі життя могло б бути засноване на D-амінокислотах і L-вуглеводах. Така можливість не суперечить жодному з відомих на сьогодні законів природи.

## Нехімічні способи життя
Деякі філософи, наприклад, Ціолковський, вважали, що життя може приймати вигляд здатних до збереження форми й самовідтворення в деяких умовах плазмоїдів, прототипом яких служить кульова блискавка. Останнім часом завдяки комп'ютерному моделюванню можливість існування плазмових форм життя отримала деяке теоретичне обґрунтування.